# Rund um den Henninger-Turm 1989
Il Rund um den Henninger-Turm 1989, ventottesima edizione della corsa, si svolse il 1º maggio su un percorso di 252 km, con partenza e arrivo a Francoforte sul Meno. Fu vinto dal belga Jean-Marie Wampers della squadra Panasonic-Isostar davanti al francese Martial Gayant e all'italiano Claudio Chiappucci.

## Ordine d'arrivo (Top 10)
| Pos. | Corridore           | Squadra              | Tempo    |
| ---- | ------------------- | -------------------- | -------- |
| 1    | Jean-Marie Wampers  | Panasonic-Isostar    | 6h43'56" |
| 2    | Martial Gayant      | Toshiba              | a 38"    |
| 3    | Claudio Chiappucci  | Carrera-Vagabond     | s.t.     |
| 4    | Luc Roosen          | Histor-Sigma         | s.t.     |
| 5    | Edwig Van Hooydonck | Superconfex-Yoko     | s.t.     |
| 6    | Davide Cassani      | Gewiss-Bianchi       | s.t.     |
| 7    | Steven Rooks        | PDM-Ultima-Concorde  | s.t.     |
| 8    | Wim Van Eynde       | Lotto                | s.t.     |
| 9    | Rolf Sörensen       | Ariostea             | s.t.     |
| 10   | Ludo Peeters        | Caja Rural-Paternina | s.t.     |